# Степурівка
Степурівка — річка в Україні, у Конотопському та Коропському районах Сумської та Чернігівської областей. Права притока Сейму (басейн Дніпра).

## Опис
Довжина річки приблзно 40 км. У верхній частині річка пересихає.

## Розташування
Бере початок у селі Алтинівка. Спочатку тече на північний захід через Билку, у Карильському повертає на південний захід і впадає у річку Сейм, ліву притоку Десни. 
Населені пункти вздовж берегової смуги: Рождественське, Накот, Бондарі, Обірки. 
Річку перетинає автомобільний шлях Т 2516.